# Master Nacional de Tenis
El Master nacional de Tenis es una competición tenística celebrada en España a finales de cada temporada en la que se pretende que los mejores jugadores españoles compitan entre sí por el título de maestro, a imitación del Torneo Master de la ATP. Comenzó a disputarse en 1994 y se celebró ininterrumpidamente hasta el 2001. En las temporadas 2002, 2003 y 2004 la competición no se disputó por diversos problemas organizativos.

## Ganadores

### Competición masculina
| Año  | Campeón                 | Subcampeón        | Resultado y lugar                |
| ---- | ----------------------- | ----------------- | -------------------------------- |
| 2014 | Daniel Muñoz de la Nava | Roberto Carballés | 4-6, 6-1, 7-6 (7-4). (Barcelona) |
| 2013 | Fernando Verdasco       | Feliciano López   | 6-7(8), 6-4, 7-6(6). (Lérida)    |
| 2010 | David Ferrer            | Marcel Granollers | 6-3, 6-4. (Sevilla)              |
| 2008 | Tommy Robredo           | Nicolás Almagro   | 6-3, 6-2. (Ferrol)               |
| 2007 | Fernando Verdasco       | David Ferrer      | 6-1, 1-6, 6-3.(Cáceres)          |
| 2006 | Juan Carlos Ferrero     | Tommy Robredo     | 6-2, 6-4. (Granada)              |
| 2005 | Tommy Robredo           | David Ferrer      | 6-4, 7-5. (Valladolid)           |
| 2002 | David Ferrer            | Álex Corretja     | 7-5, 6-4. (Barcelona)            |
| 2001 | Carlos Moyá             | Tommy Robredo     | 7-6, 7-6. (Barcelona)            |
| 2000 | Álex Corretja           | Carlos Moyá       | 6-2, 6-3. (Madrid)               |
| 1999 | Francisco Clavet        | Álex Corretja     | 1-6, 7-5, 6-4.(Madrid)           |
| 1998 | Álex Corretja           | Carlos Moyá       | 6-7, 7-5, 6-4. (La Coruña)       |
| 1997 | Félix Mantilla          | Francisco Clavet  | 4-6, 6-3, 6-4. (Zaragoza)        |
| 1996 | Sergi Bruguera          | Francisco Clavet  | 7-5, 6-1. (Valencia)             |
| 1995 | Sergi Bruguera          | Francisco Clavet  | 6-3, 6-4. (Sevilla)              |
| 1994 | Tomás Carbonell         | Francisco Clavet  | 6-2, 6-3. (Barcelona)            |

### Competición femenina
| Año  | Campeona            | Subcampeona        | Resultado y lugar          |
| ---- | ------------------- | ------------------ | -------------------------- |
| 2014 | Lara Arruabarrena   | Paula Badosa       | 7-6, 6-1. (Barcelona)      |
| 2013 | Laura Pous          | Anabel Medina      | 6-3, 3-6, 7-5. (Lérida)    |
| 2010 | María José Martínez | Laura Pous         | 6-2, 6-2. (Sevilla)        |
| 2008 | Nuria Llagostera    | Carla Suárez       | 6-2, 6-1. (Valencia)       |
| 2007 | Anabel Medina       | Estrella Cabeza    | 6-1, 6-1. (Estepona)       |
| 2006 | Anabel Medina       | Lourdes Domínguez  | 6-1, 6-2. (Estepona)       |
| 2005 | Anabel Medina       | Mª Antonia Sánchez | 6-3, 6-7, 6-2. (Zaragoza)  |
| 2002 | Conchita Martínez   | Marta Marrero      | 6-1, 6-1. (Barcelona)      |
| 2001 | Anabel Medina       | Marta Marrero      | 6-2, 6-7, 6-4. (Barcelona) |
| 1999 | Gala León           | Conchita Martínez  | 6-1, 4-6, 6-2. (Murcia)    |

### Futuro masculino
| Año  | Campeón                     | Subcampeón     | Resultado           | Lugar                        |
| ---- | --------------------------- | -------------- | ------------------- | ---------------------------- |
| 2019 | Nicola Kuhn                 | Bernabé Zapata | 4-2, 2-4, 4-2, 4-2. | Rafa Nadal Academy (Manacor) |
| 2018 | Alejandro Davidovich Fokina | Bernabé Zapata | 2-4, 4-2, 4-0, 4-2. | Rafa Nadal Academy (Manacor) |

### Futuro femenina
| Año  | Campeona             | Subcampeona              | Resultado              | Lugar                        |
| ---- | -------------------- | ------------------------ | ---------------------- | ---------------------------- |
| 2019 | Marina Bassols       | Guiomar Maristany Zuleta | 2-4, 4-1, 4-3(8), 4-1. | Rafa Nadal Academy (Manacor) |
| 2018 | Eva Guerrero Álvarez | Aliona Bolsova           | 4-2, 4-3(5), 4-3(1).   | Rafa Nadal Academy (Manacor) |